# Gord Aitchison
Gordon Aitchison (North Bay, 14 giugno 1909 – Windsor, 6 gennaio 1990) è stato un cestista canadese.

## Carriera
Ha vinto la medaglia d'argento con la nazionale di pallacanestro del Canada alle Olimpiadi di Berlino 1936, giocando sei partite.